# Trojjazyčný blud
Trojjazyčný blud byl teologický názor, podle něhož je možné jako liturgický jazyk použít jen tři jazyky, kterými byl proveden nápis na Kristově kříži – hebrejštinu, řečtinu a latinu. V 9. století vystupoval proti trojjazyčnému bludu svatý Cyril.